# Louplande
Louplande là một xã thuộc tỉnh Sarthe trong vùng Pays-de-la-Loire tây bắc nước Pháp. Xã này có diện tích 18,43 km2, dân số năm 2006 là 1448 người.